# Христо Франгулата
Христо Франгулата е български революционер, деец на Вътрешната македоно-одринска революционна организация.

## Биография
Христо Франгулата е роден в град Дойран, тогава в Османската империя, днес в Северна Македония. Влиза във ВМОРО и от 1904 е член на Дойранския околийски революционен комитет. През 1900 година убива сърбоманина Тошо Патриота и става нелегален четник. Загива в сражение край Валандово.